# Erik Seifert

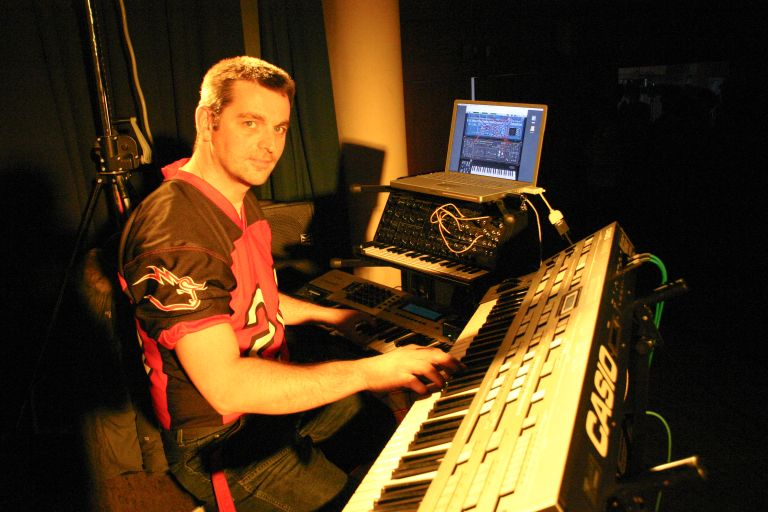
Erik Seifert, 2005

Erik Seifert (* 1969) ist ein deutscher Filmtonmeister, Sounddesigner, Komponist und Musiker auf dem Gebiet der elektronischen Musik.

## Leben
Nach seiner Ausbildung zum Ton-MAZ-Techniker von 1988 bis 1990 und einem Jahr in der Medienzentrale der Bundeswehr, arbeitete er als Tontechniker zunächst beim WDR und seit 1992 als freier Mitarbeiter (Tonmeister) bei verschiedenen Sendeanstalten und Produktionsfirmen mit seinem eigenen Aufnahme- und Produktionsstudio Pleasure Sound.
Schon früh begeisterte er sich für elektronische Musik, angefangen mit Jean-Michel Jarres Oxygene und Tangerine Dreams Thief, und mit intensiver Sammelbegeisterung in den 80er Jahren von Interpreten wie Tim Blake, Vangelis und Patrick O’Hearn. Vom ersten selbstverdienten Geld schaffte er sich dann ein Casio-Keyboard an und hatte seine ersten Gehversuche zusammen mit einem Freund, in dem sie vierhändig auf dem Keyboard spielten und dies auf Band aufnahmen. In den Folgejahren erwarb er echte Synthesizer wie die Alpha Juno 1 und den Sampler S-50. Über einen Kontakt zu Lambert Ringlage gelangen seine Aufnahmen zu Lothar Lubitz, auf dessen Label SynGate Eriks erstes Album Thrust Avis im Jahr 2004 erschien.
Sein musikalischer Stil kann als atmosphärische Elektronik beschrieben werden, mit Anleihen an sphärischem Ambient- und Lounge-Musik unter Einbindung flotter Sequenzen und rhythmischer Elemente. Ein besonderes Merkmal seiner Produktionen ist deren, dank seiner beruflichen Erfahrung als Tonmeister und Sounddesigner erreichte, klangliche Präzision und Klarheit.
Seifert wohnt in Odenthal.

## Diskografie
- Thrust Avis (2004)
- A Trip To Nebula Cluster (2005)
- Aotearoa (2006)
- Astronomical Unit (2008)
- Core (2009)
- Poles (2011, mit Max Schiefele und Josef Steinbüchel)
- Softlock (2014, mit Josef Steinbüchel)
- Reverse Engineering (2017, mit Josef Steinbüchel)